# Sully Erna
Salvatore Paul Erna, detto Sully (Lawrence, 7 febbraio 1968), è un cantante statunitense.
È il cantante, frontman e principale autore dei testi del gruppo post-grunge e Alternative metal dei Godsmack.
Di origini siciliane (precisamente di Melilli), il padre Salvatore era un trombettista e il prozio un famoso compositore in Sicilia. Ha una figlia che si chiama Skylar Brooke Erna e una sorella maggiore di nome Maria.
È stato votato come #47 nella top 100 dei migliori cantanti heavy metal nell'Hit Parader Magazine 2006.
Aveva precedentemente firmato nel 1993 la sua prima collaborazione discografica in una band chiamata Strip Mind il cui album "What's in Your Mouth" vendette meno di 50 000 copie. A seguito dello scioglimento della band collaborò anche con i Meliah Rage e The Fighting Cocks, rivelandosi valente percussionista e batterista oltre che armonicista.
Nel gruppo dei Godsmack trovò infine la sua sede più appropriata, come appare descritto nell'autobiografia da lui pubblicata nel 2007 The Paths We Choose ("I sentieri che scegliamo"). Il suo timbro è molto simile a quello del cantante degli Alice in Chains.

## Altre attività
Sully Erna è inoltre un impegnato giocatore professionista di poker, che nel campionato mondiale 2006 fece una breve apparizione finendo 713º su 8 773 partecipanti.